# Christian Schilling
Christian Schilling (ur. 6 stycznia 1992 w Grazu) – austriacki piłkarz występujący na pozycji obrońcy. Wychowanek zespołu Grazer AK, od 2020 roku zawodnik FC Zirl. Reprezentant młodzieżowych reprezentacji Austrii.